# Eratostene (montagna sottomarina)
Eratostene è un rilievo sottomarino localizzato nel Mediterraneo Orientale approssimativamente 100 km a sud di Cipro. È stato battezzato in onore del grande geografo ellenistico Eratostene di Cirene.

## Geografia
È una piattaforma sottomarina di grandi dimensioni, 120 km circa in lunghezza e 80 km in larghezza. La sommità, appiattita, giace alla profondità di 690 m sotto il livello del mare e si eleva 2000 m sopra il fondale marino circostante, che è posto pertanto alla profondità di 2700 m e fa parte dell'omonima Piana abissale. È di forma ellittica con l'asse maggiore orientato in direzione nordovest-sudest.

## Geologia
Recenti studi fanno ipotizzare che la nascita di Eratostene sia correlata alla separazione del margine continentale nordafricano durante l'era Mesozoica. 
Dopo l'inizio dell'afflusso di acqua nel Cretaceo inferiore, il rilievo fu sommerso completamente nel Cretaceo superiore, durante genesi degli ofioliti dei monti Troodos (Cipro) parte della crosta oceanica del Neotetide meridionale adiacente a Gondwana. Il seamount rimase sommerso durante il Maastrichtiano e Paleogene, per sollevarsi di nuovo a partire dal Miocene. 
L'Eratostene era emerso durante il periodo Messiniano, in cui il Mar Mediterraneo era essiccato. Durante i periodi Neogene-Pleistocene, la crosta oceanica del Bacino di Levante sprofondava lungo il confine settentrionale della placca, tra Cipro ed Eratostene. 
Durante il Pliocene-Pleistocene Eratostene subì un'ulteriore intensa subsidenza per l'iniziale collisione con Cipro, e questa collisione fu associata inoltre col sollevamento della parte meridionale di Cipro. Questo processo combinato di abbassamento e sollevamento che giustappongono il margine dell'Eratostene alla litosfera oceanica di Cipro è considerato un notevole esempio di ofioliti da incipiente obduzione.